# NGC 5206
NGC 5206 (другие обозначения — ESO 220-18, PGC 47762) — линзообразная галактика (SB0) в созвездии Центавр.
Этот объект входит в число перечисленных в оригинальной редакции «Нового общего каталога».